# Чемпионат России по сноуборду 2012
Чемпионат России по сноуборду 2012 года — 14-й в истории чемпионат России, прошедший с 19 по 25 марта 2012 года в акробатических дисциплинах в Чекериле и с 4 по 6 апреля 2012 года в параллельных дисциплинах и сноуборд-кроссе в Красноярске (Бобровый Лог).

## Призёры

### Мужчины
| Дисциплина                     | Дата          | Золото                                | Серебро                                | Бронза                                 | Полные результаты |
| Биг-эйр                        | 20 марта 2012 | Алексей Соболев Новосибирская область | Дмитрий Репников Новосибирская область | Дмитрий Миндруль Новосибирская область |                   |
| Сноубордкросс                  | 6 апреля 2012 | Андрей Болдыков Красноярский край     | Антон Копривица Башкортостан           | Антон Чепкасов Кемеровская область     |                   |
| Параллельный гигантский слалом | 4 апреля 2012 | Андрей Соболев Алтайский край         | Валерий Колегов Кемеровская область    | Алексей Живаев Красноярский край       |                   |
| Хафпайп                        | 19 марта 2012 | Сергей Тарасов Санкт-Петербург        | Никита Автанеев Москва                 | Александр Сладков Москва               |                   |
| Параллельный слалом            | 5 апреля 2012 | Дмитрий Базанов Камчатский край       | Алексей Живаев Красноярский край       | Андрей Соболев Алтайский край          |                   |
| Слоупстайл                     | 25 марта 2012 | Михаил Ильин Санкт-Петербург          | Алексей Соболев Новосибирская область  | Антон Лаврентьев Новосибирская область |                   |

### Женщины
| Дисциплина                     | Дата          | Золото                                  | Серебро                              | Бронза                               | Полные результаты |
| Сноубордкросс                  | 6 апреля 2012 | Анастасия Асанова Челябинская область   | Дарина Барсукова Кемеровская область | Юлия Лаптева Кемеровская область     |                   |
| Параллельный гигантский слалом | 4 апреля 2012 | Екатерина Тудегешева Московская область | Светлана Болдыкова Красноярский край | Алёна Кулешова Челябинская область   |                   |
| Хафпайп                        | 19 марта 2012 | Алёна Алёхина Москва                    | Анастасия Жукова Москва              | Екатерина Прусакова Москва           |                   |
| Параллельный слалом            | 5 апреля 2012 | Екатерина Тудегешева Московская область | Алёна Кулешова Челябинская область   | Светлана Болдыкова Красноярский край |                   |
| Слоупстайл                     | 23 марта 2012 | Евгения Гольдман Москва                 | Ольга Смешливая Москва               | Анастасия Жукова Москва              |                   |
| Биг-эйр                        | 20 марта 2012 | Ольга Смешливая Москва                  | Евгения Гольдман Москва              | Анастасия Жукова Москва              |                   |

## Медали
| Место | Регион                |   |   |   | Всего |
| ----- | --------------------- | - | - | - | ----- |
| 1     | Москва                | 3 | 4 | 1 | 8     |
| 2     | Красноярский край     | 3 | 0 | 1 | 4     |
| 3     | Кемеровская область   | 1 | 2 | 2 | 5     |
| 4     | ХМАО                  | 1 | 1 | 1 | 3     |
| 5     | Новосибирская область | 1 | 0 | 3 | 4     |
| 6     | Московская область    | 1 | 0 | 0 | 1     |
| 7     | Алтайский край        | 0 | 2 | 0 | 2     |
| 8     | Башкортостан          | 0 | 1 | 0 | 1     |
| =9    | Камчатский край       | 0 | 0 | 1 | 1     |
| =9    | Челябинская область   | 0 | 0 | 1 | 1     |